# Шерпенський плацдарм
Шерпенський плацдарм — стратегічний плацдарм на правому березі річки Дністер, у районі села Шерпень, звільнений у квітні 1944 року військами 2-го та 3-го Українських фронтів.

## Захоплення плацдарму
12 квітня 1944 року о 12 годині дня передові частини 57-ї армії несподівано для противника форсували Дністер у районі сіл Бутор (лівий берег) — Шерпень (правий берег). Форсування розпочалося без артпідготовки. Наприкінці 12 квітня на правому березі Дністра вже було зосереджено два батальйони радянських воїнів.
До другої половини квітня 1944 року 113-а стрілецька дивізія 68-го корпусу 3-го Українського фронту (район: Спея — до Шерпеня) та з'єднання 2-го Українського фронту (Шерпень — Пугачени) захопили плацдарм шириною по фронту до 12 км і глибиною 4-6 км.

## Бої за плацдарм
На плацдармі перебували війська двох фронтів, що створювало певні незручності для подальших бойових операцій. Ухвалено рішення про передання плацдарму 3-му Українському фронту. Вранці 7 травня 1944 року плацдарм почала займати 8-ма гвардійська армія (командарм В. І. Чуйков).
У ніч проти 10 травня німецькі війська здійснили контрнаступ, який застав зненацька армію Чуйкова, яка не встигла повністю переправитися на плацдарм.
14 травня 34-й гвардійський корпус 5-ї ударної армії (командарм генерал-лейтенант М. Е. Берзарін) змінив армію генерала Чуйкова, що зазнала значних втрат.
Німецьке командування розраховувало, що саме з Шерпенського плацдарму буде завдано головного удару радянських військ на Кишинівському напрямку, що відкривало радянським військам дорогу на Румунію і далі на Балкани. Щоб ліквідувати плацдарм, німецьке командування сформувало оперативну групу під командуванням Кнобельсдорфа у складі 3 піхотних (17-та, 294-та, 320-та), 1 парашутно-десантної (2-га), 3 танкових (3-тя, 13-та, 14-та) дивізій, за підтримки 3-х дивізійних груп (корпусна група «А»), 2-х бригад штурмових гармат (259-та та 286-та), групи Шмідта (АРКО 128 — Артилерійська група підтримки 128), 13 полку 4-ї гірсько-піхотної дивізії та частин 97-ї гірської легкої піхотної дивізії (6-ї армії). Загальний склад бронетехніки на ділянці з німецького боку становив 115 танків і штурмових гармат. Основні операції проводилися за участю танкових дивізій і 3-х піхотних дивізій — решта вступали в бій як підтримка на необхідних напрямках, не змінюючи дислокації.
З радянського боку на початок основних боїв від 10 до 18 травня плацдарм займав 28-й гвардійський стрілецький корпус Морозова у складі 5 дивізій: 39-ї гвардійської стрілецької дивізії, 79-ї гвардійської стрілецької дивізії, 88-ї гвардійської стрілецької дивізії, 47-ї гвардійської стрілецької дивізії, 35-ї гвардійської стрілецької дивізії, 74-ї гвардійської стрілецької дивізії. Радянські війська відчували брак боєприпасів, техніки, засобів протитанкової оборони.
За 8 днів боїв радянські війська втратили понад 60 % раніше захопленого плацдарму. Втрати особового складу були дуже великі (до 2-х дивізій). Після стабілізації лінії фронту по плацдарму від Пугачен, уздовж Дністра, фронтом 8 км до Шерпеня і глибиною від 0,8 до 3 км) бої перейшли в стадію позиційних, і не були особливо напруженими до 23 серпня 1944 року.
Оборону плацдарму ускладнювали кліматичні та географічні умови — дністровські плавні, весняна повінь та бездоріжжя, розташування противника на панівних висотах, що дозволяло вести точний вогонь по позиціях радянських військ.

## Значення плацдарму
У ніч проти 23 серпня згідно з наказом командування, німецькі війська розпочали організований відхід із позицій, прикриваючись ар'єргардними групами. Частини 32-го корпусу 5-ї ударної армії, що рухалися слідом за ними, в ніч із 23 на 24 серпня з боями зайняли Кишинів.
Враховуючи припущення німецького командування, що основний напрямок удару — кишинівський, бойові дії на Шерпенському (коректніше — Ташлицькому) плацдармі відвернули увагу перед початком Яссько-Кишинівської наступальної операції (20—29 серпня 1944 року), в ході якої розгромлено групу армій «Південна Україна», вийшла з війни Румунія, докорінно змінилася обстановка на Балканах.

## Пам'ять
1985 року, за свідченнями очевидців, у Шерпені знайдено та розкрито масове поховання радянських воїнів, які загинули на Шерпенському плацдармі. У жовтні 1985 року ухвалено рішення про будівництво Меморіалу військової слави, на якому з почестями перепоховати останки воїнів зі знайденого поховання. Конкурс на найкращий проєкт меморіалу виграв архітектор Леонід Павлович Григоращенко.
22 серпня 2004 року за 70 км від столиці Республіки Молдова — Кишинева відкрито меморіальний комплекс «Шерпенський Плацдарм» за проєктом архітектора С. М. Шойхета та скульптора-виконавця монументальних робіт С. А. Ганенка.
Пошук і перепоховання полеглих відбувається й нині[коли?]. 21 березня 2010 року пошуковий загін «Російський історико-патріотичний клуб» підняв останки 14 бійців Червоної армії.
Шерпенському плацдарму присвячено пісню Олександра Маршала «13-й штрафбат».